# 七星潭
七星潭，又稱月牙灣，位於臺灣花蓮縣新城鄉大漢村、花蓮市北郊、空軍花蓮基地東側。七星潭是花蓮縣唯一的縣級風景區，連接太魯閣國家公園、東海岸和花東縱谷國家風景區。

## 概述

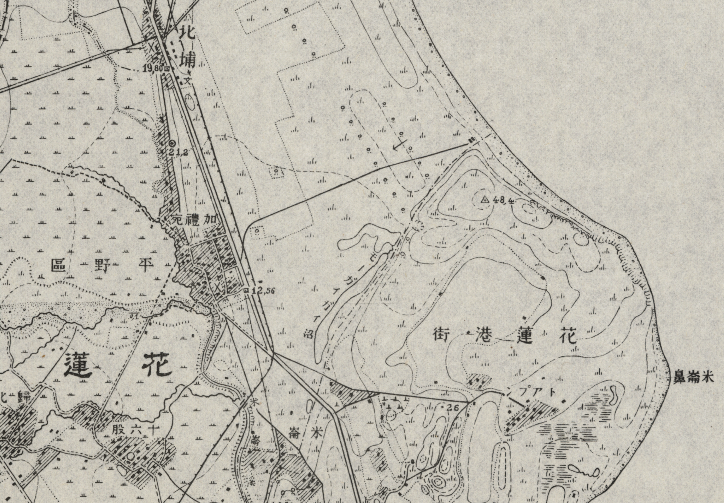
1924年日治時期五萬分一地形圖，圖中7型湖泊（モーガイガイ沼）便是原本的七星潭

七星潭（撒奇萊雅語：Malongayangay）原本位於今日花蓮機場東側位置，因為南北縱向長條湖泊，北端為L型勺口，南端為勺柄，整體約略類似北斗七星，故名七星潭。1936年日治時期，日本當局為了建設花蓮港北飛行場（現今的花蓮機場）就填平了七星潭，現今只剩約四個零星湖泊。七星潭殘湖主要是國立東華大學美崙校區的涵翠湖，和空軍花蓮基地內的兩個小池塘。
月牙灣（Cikatingan），是原七星潭居民被日本當局遷居的地方，由於他們自認為七星潭人並懷念七星潭，就將新遷居之地稱為七星潭。現今七星潭為瀕臨太平洋的弧形海灣，由大大小小的礫石所鋪陳。地質上屬陡降型沙灘，瘋狗浪出沒，為全台十大危險海域之一。此地昔日是小漁村，同時也是花蓮定置漁業發達興盛之地，原因是當地海域缺乏天然灣澳，然而因黑潮流過台灣東部，帶來各種迴游的魚類資源，加上中央山脈的山腳緊迫於海濱，沿岸的流水深且急，近海魚群在此匯集成天然漁場之故。
近年來，花蓮縣政府於七星潭興建石雕園區、賞星廣場、觀日樓、兒童遊樂場、港濱自行車道等休憩設施、在漁場附近設有海岸生態的解說牌，並且利用防風林區闢建德燕海濱植物園區，加上附近動植物生態非常豐富，已成為花蓮縣境內著名的休憩景點。

## 圖片

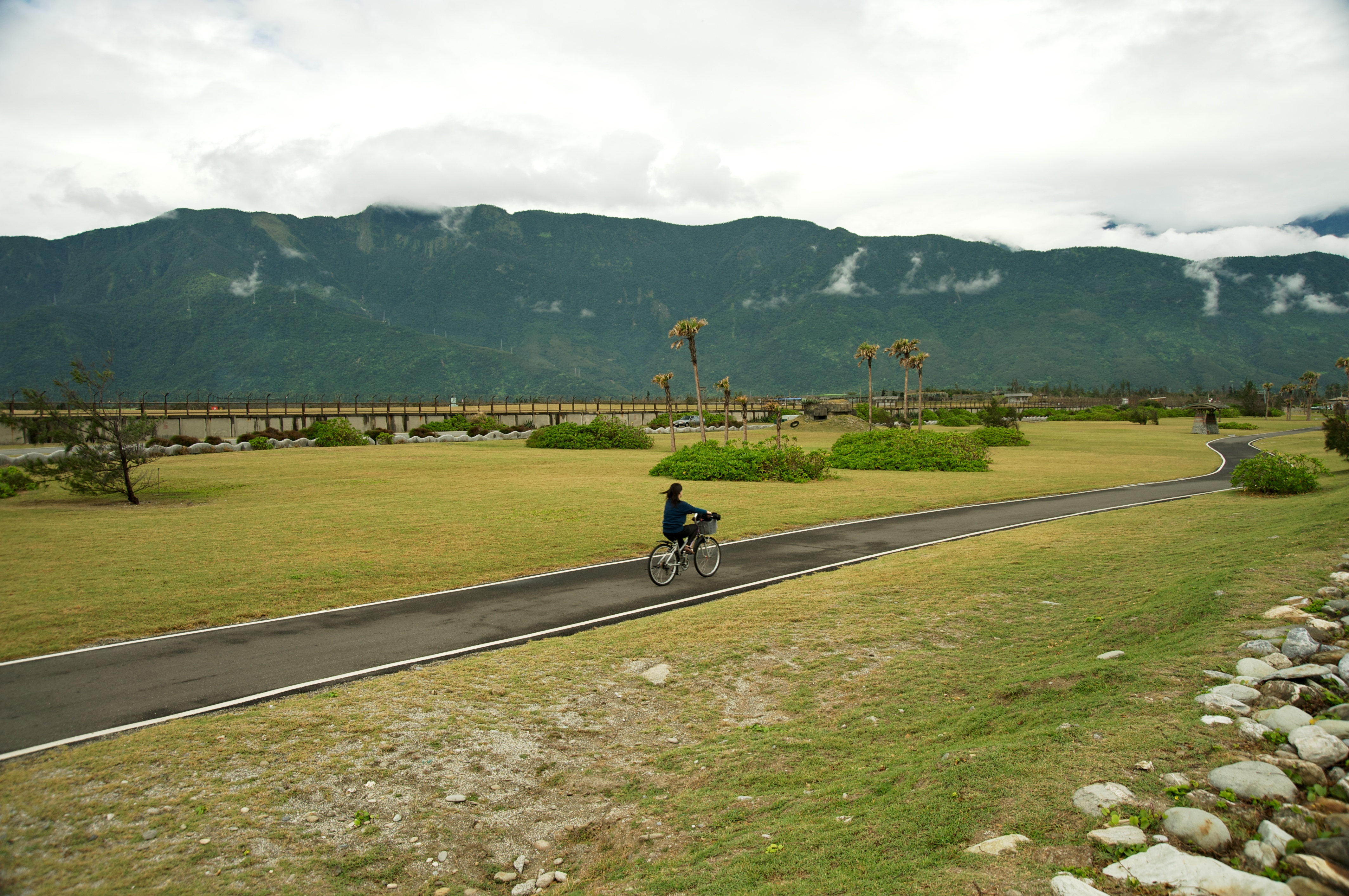
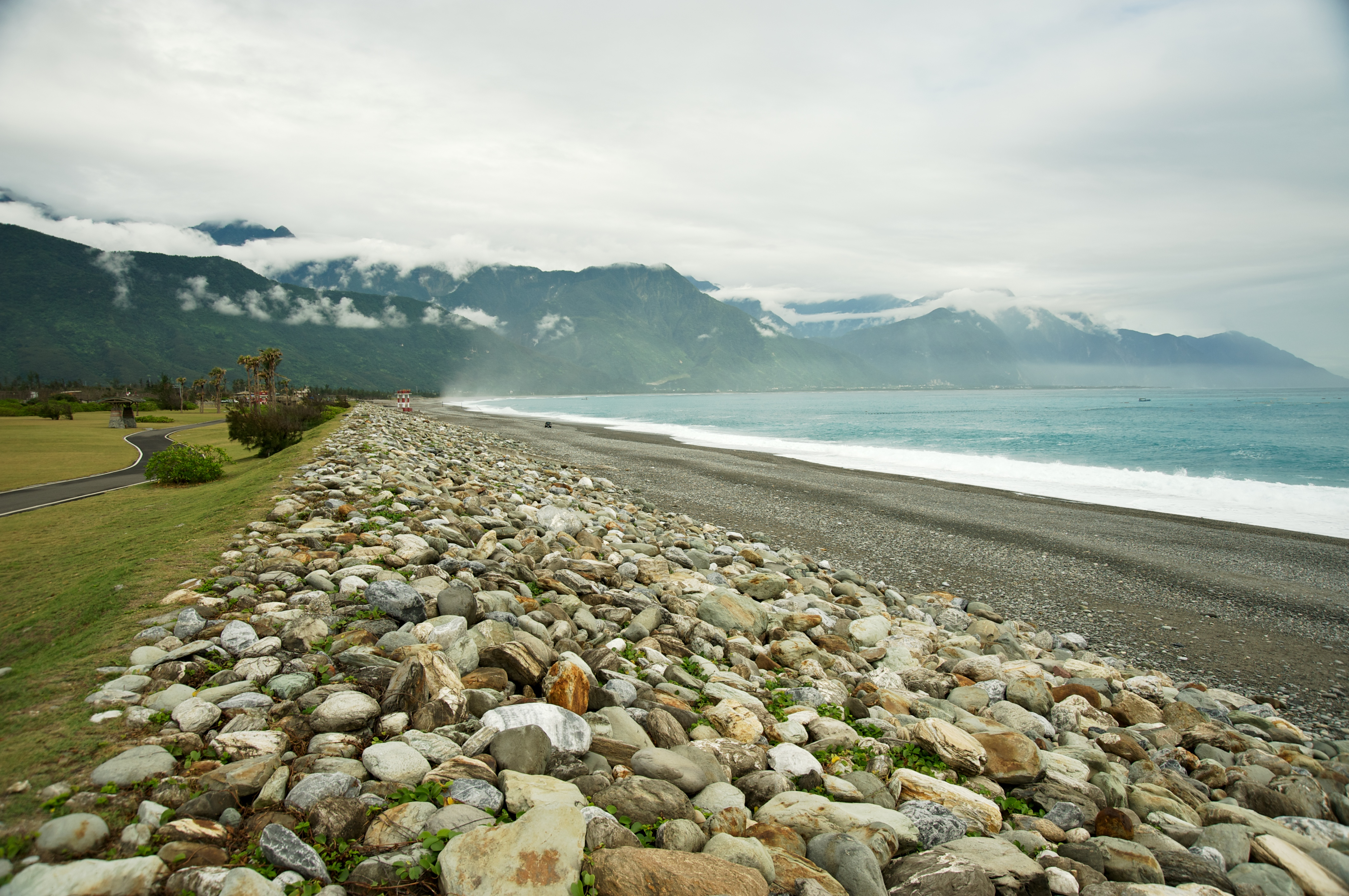
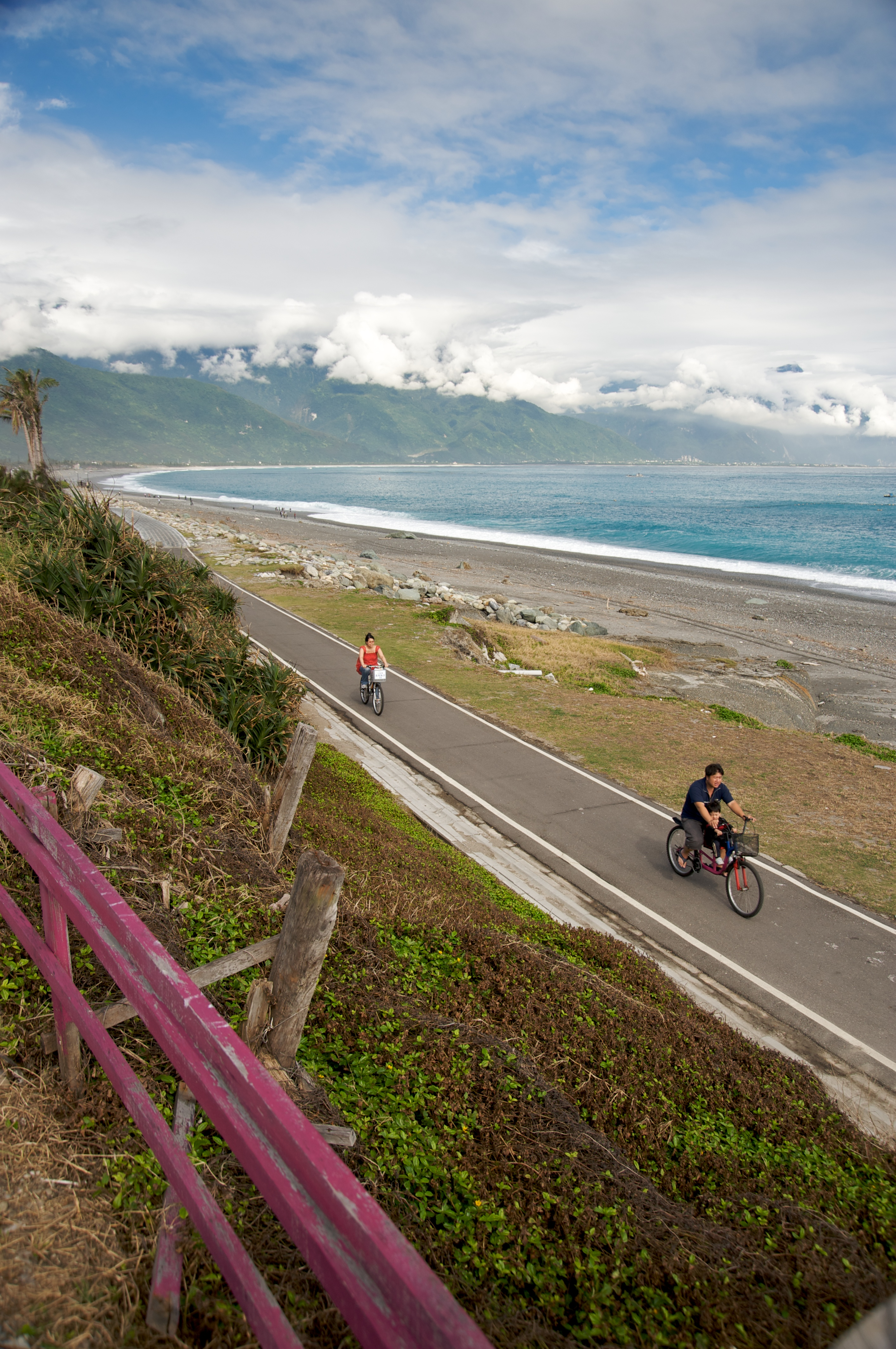
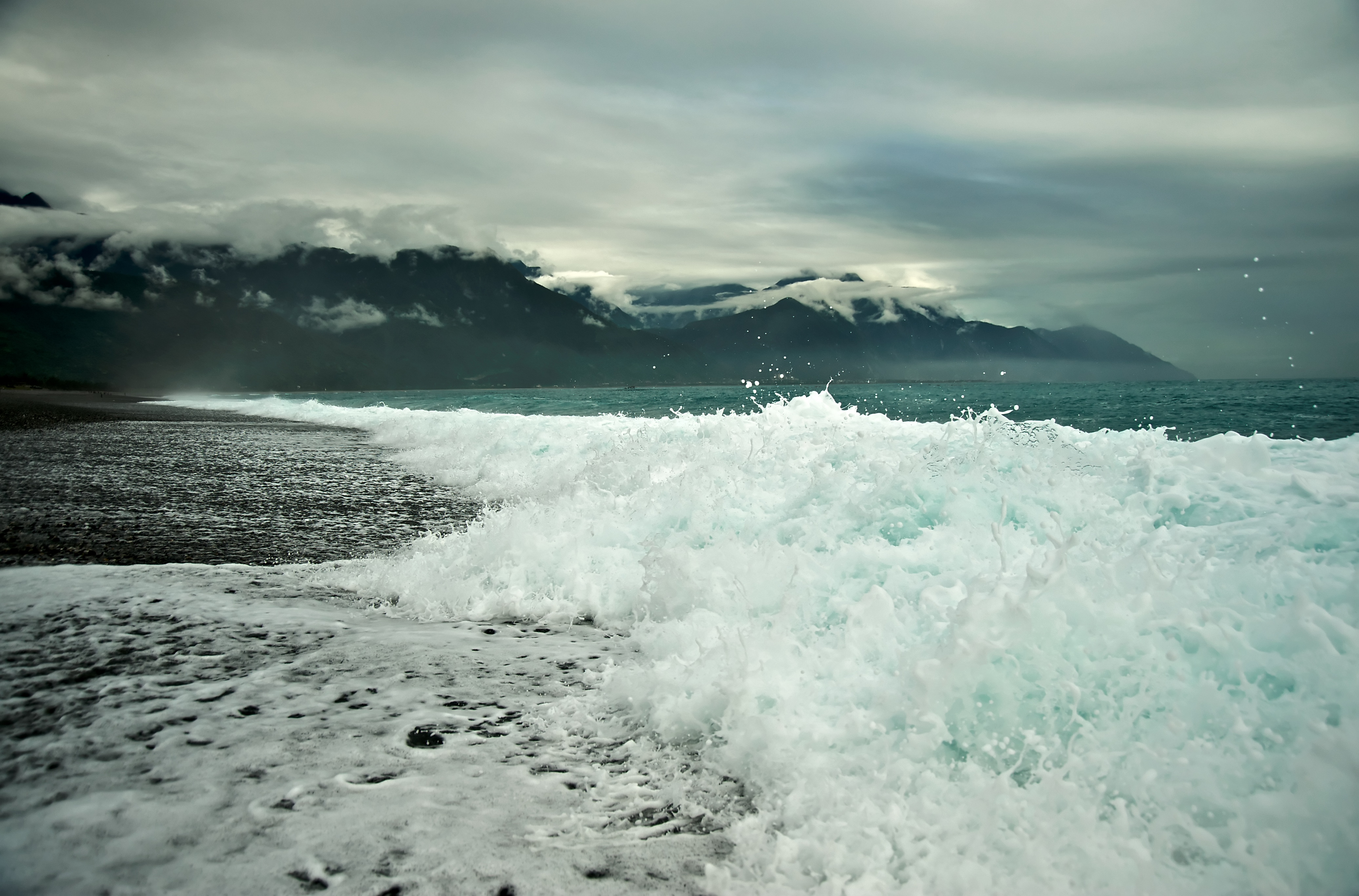
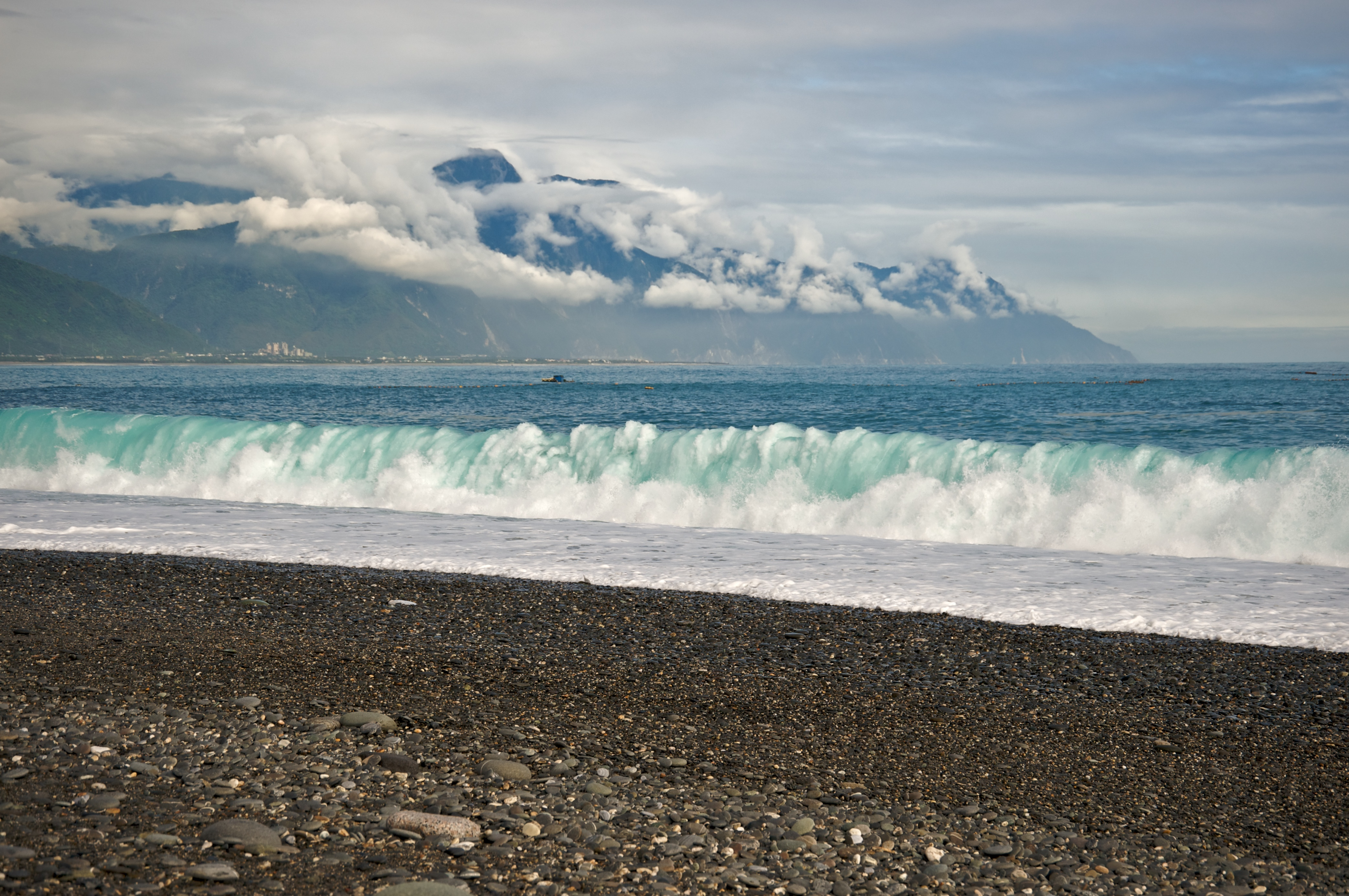
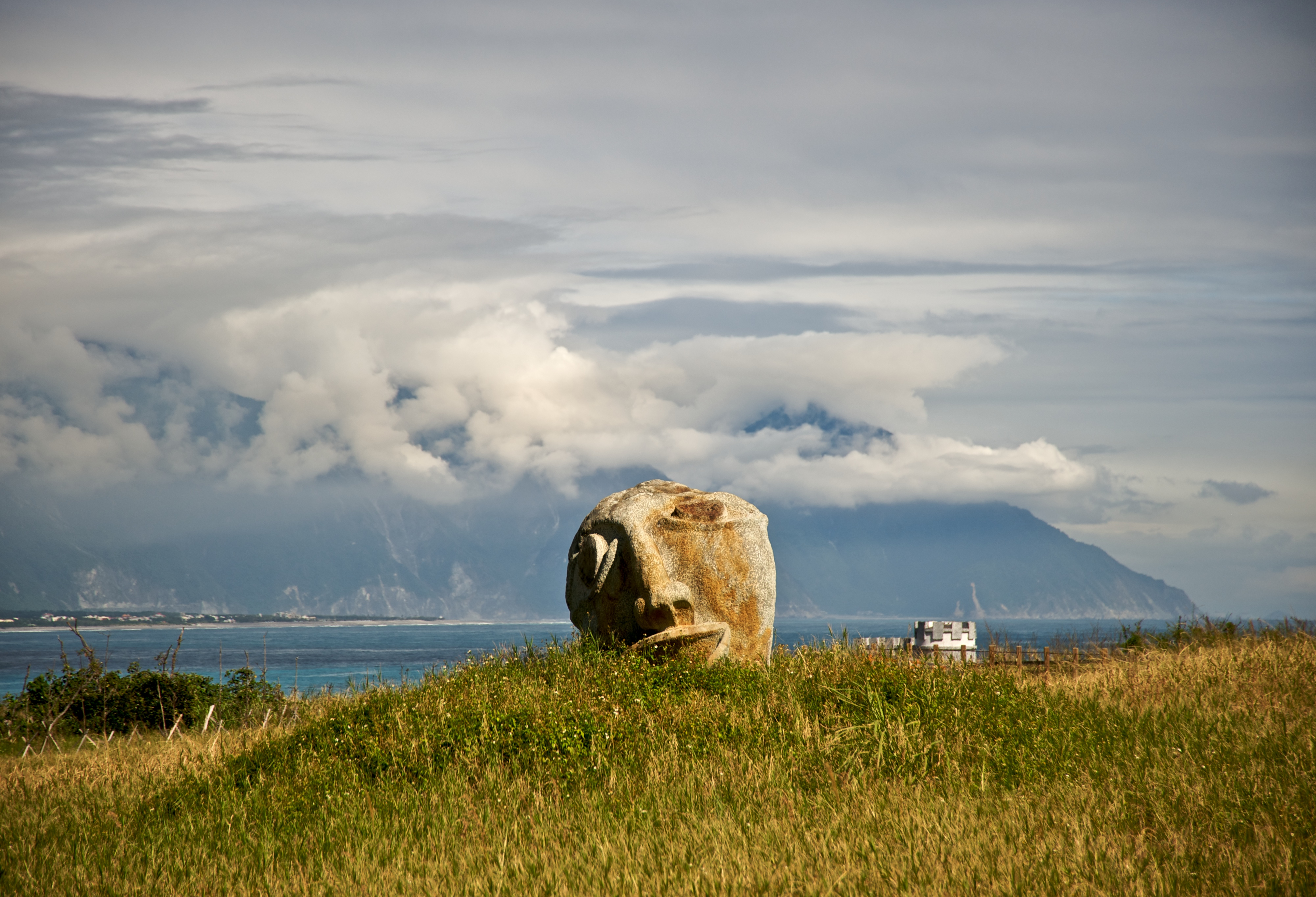
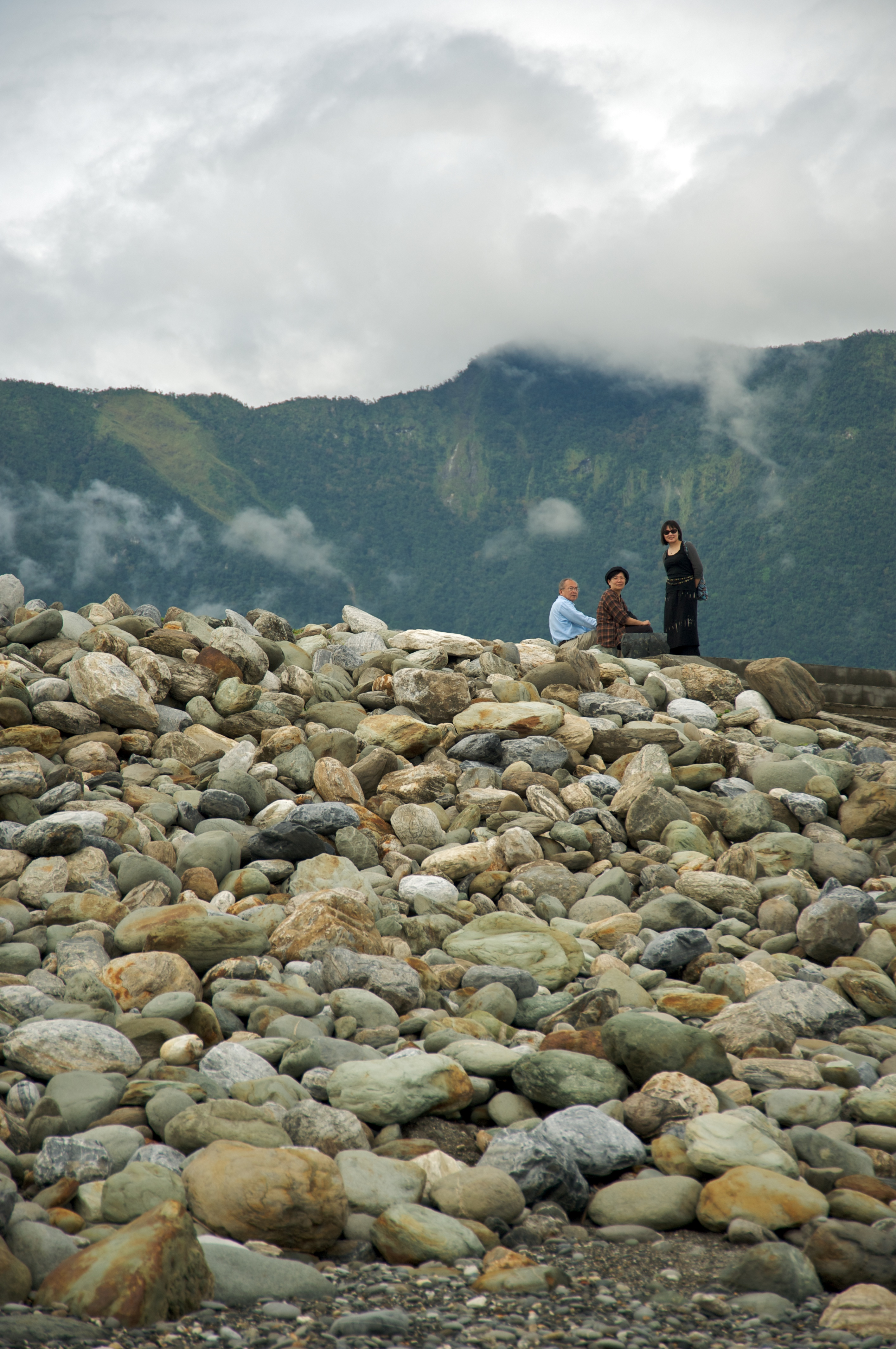
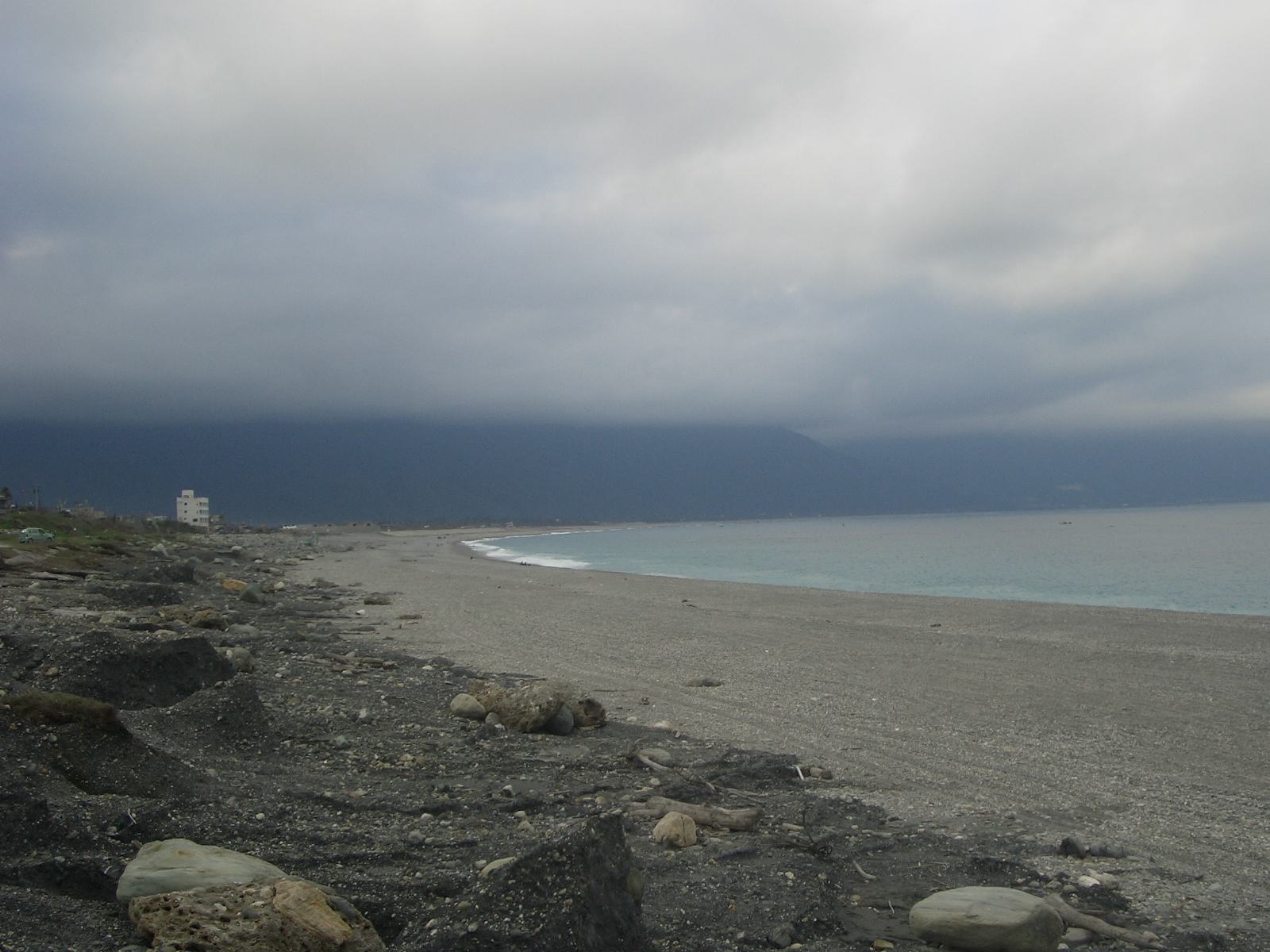
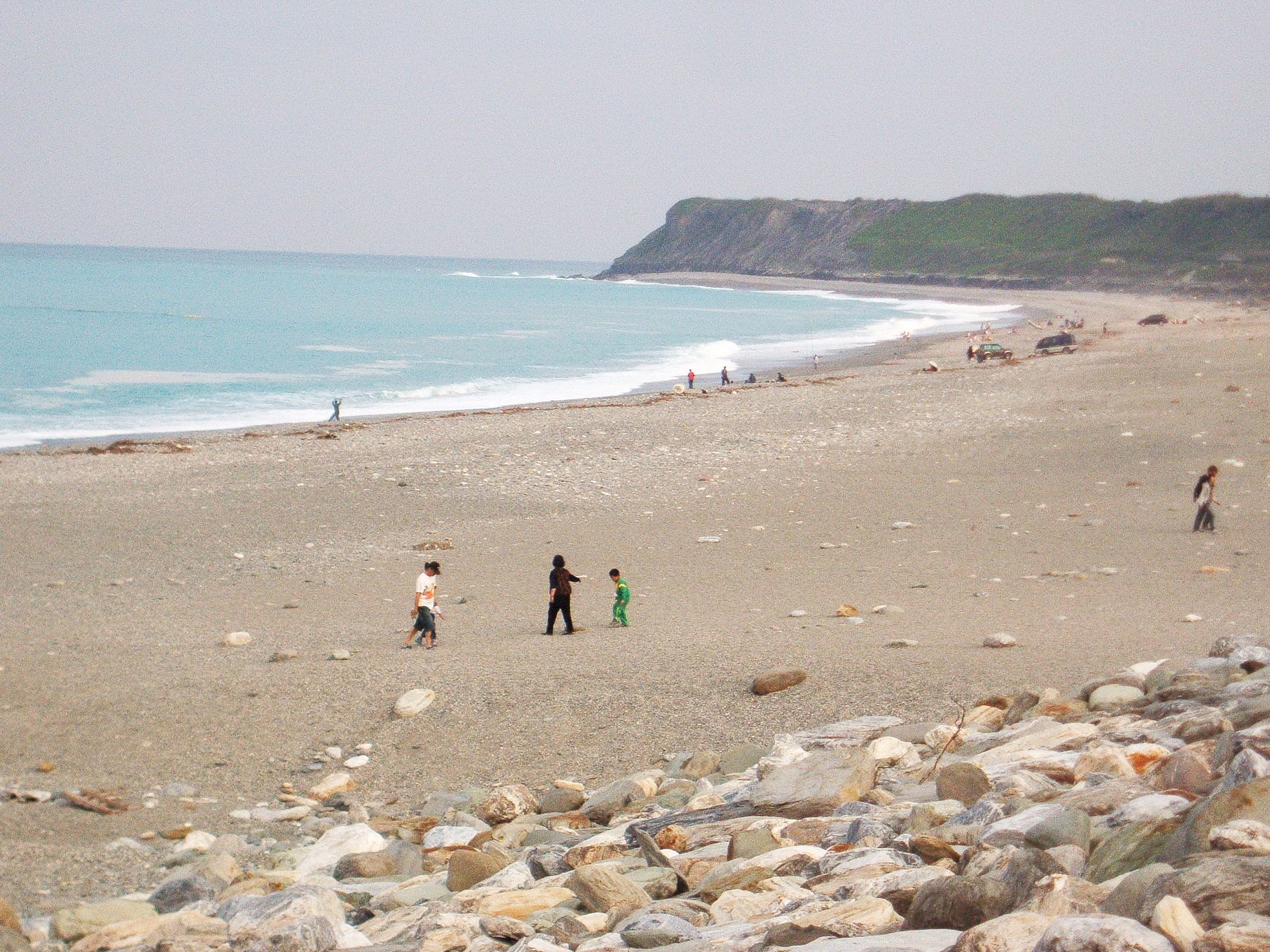
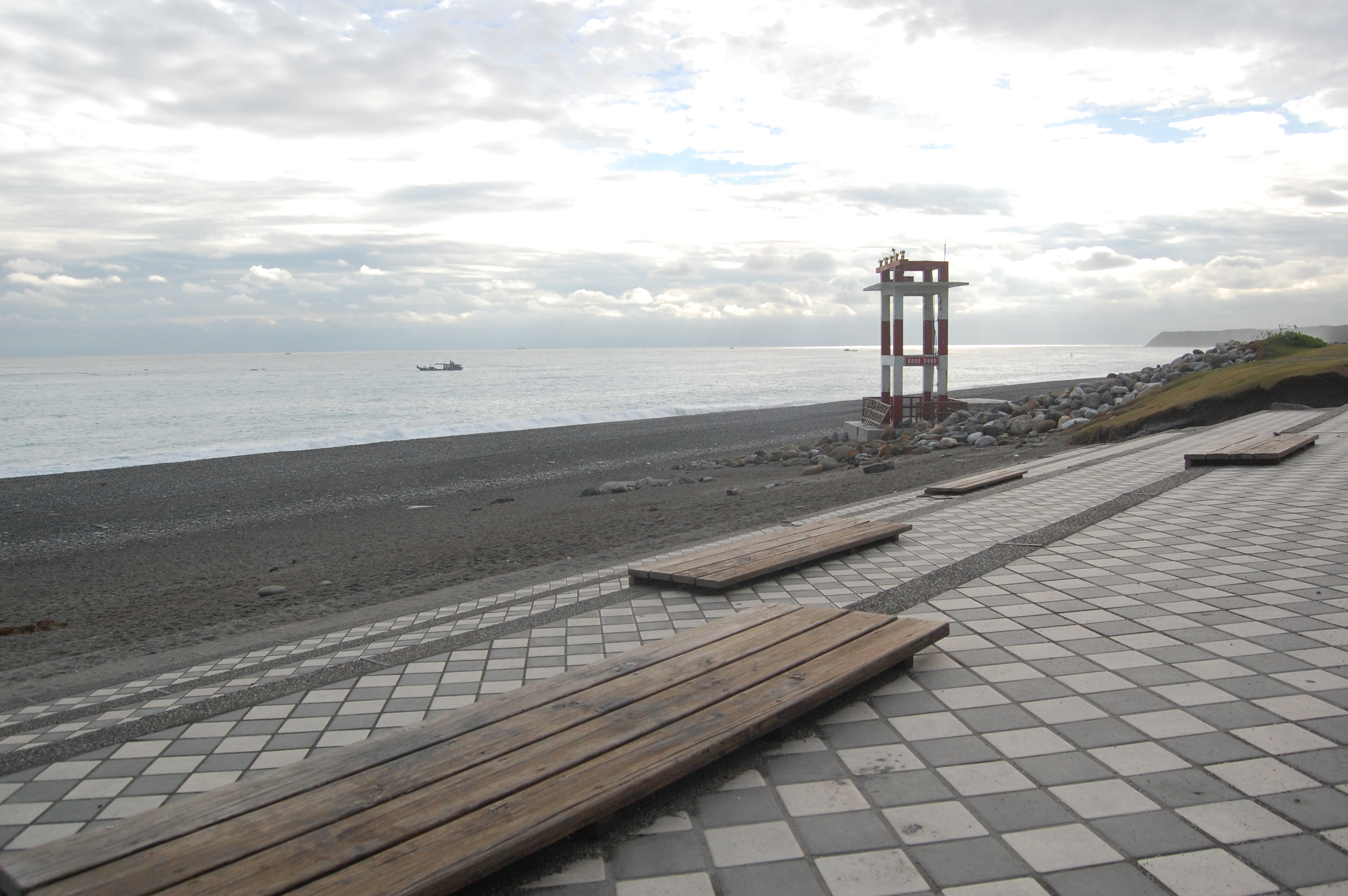
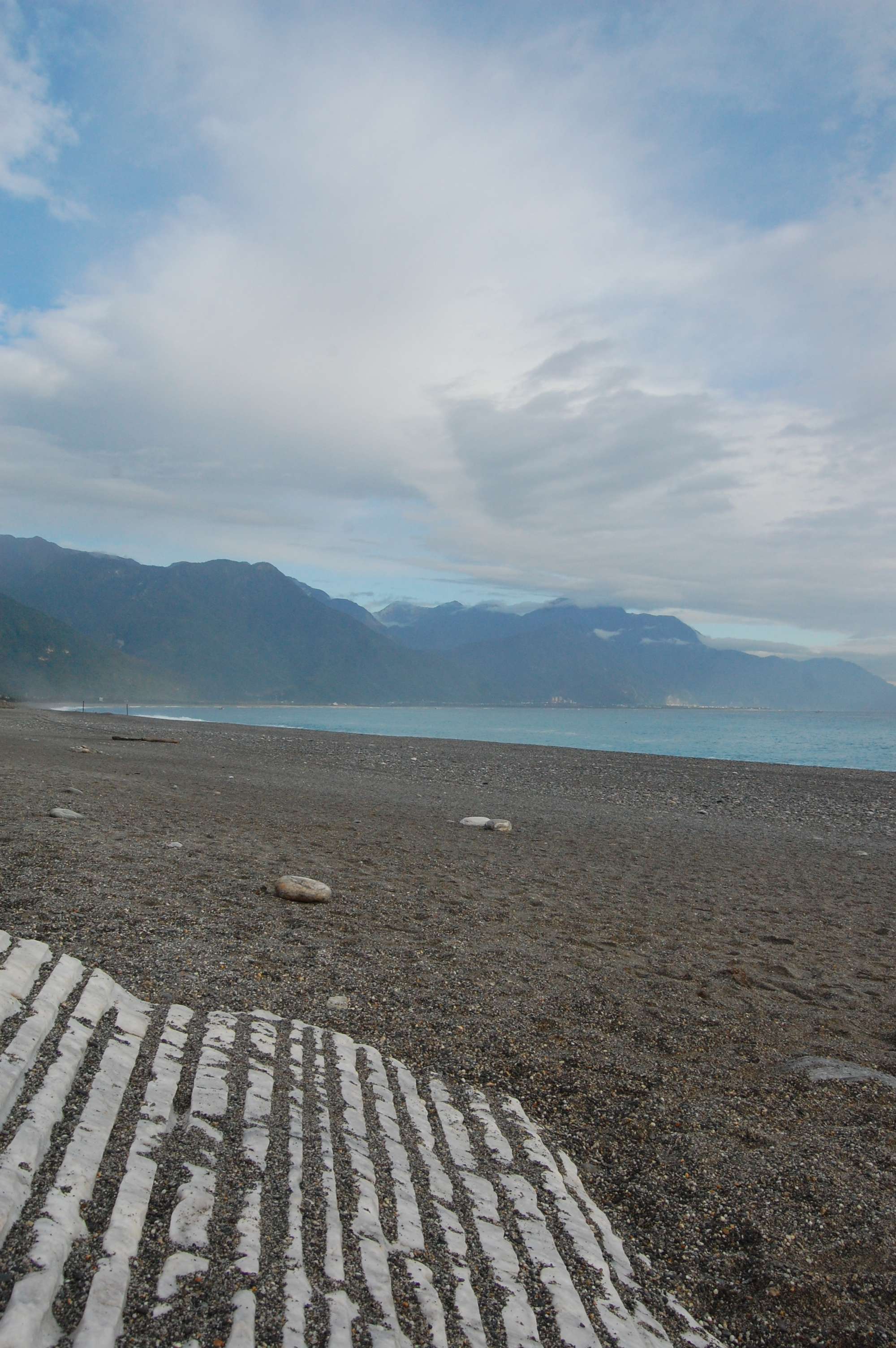
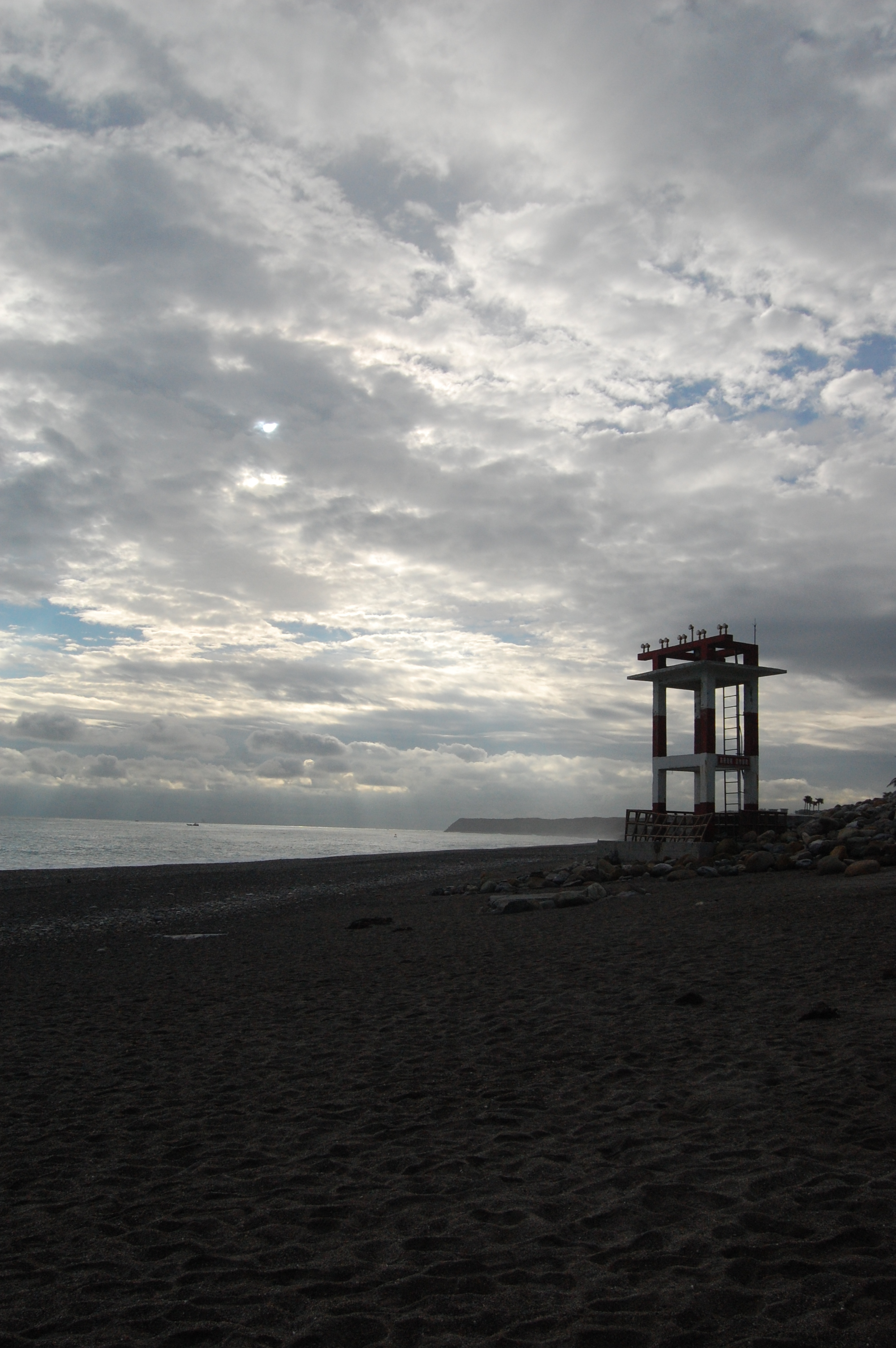
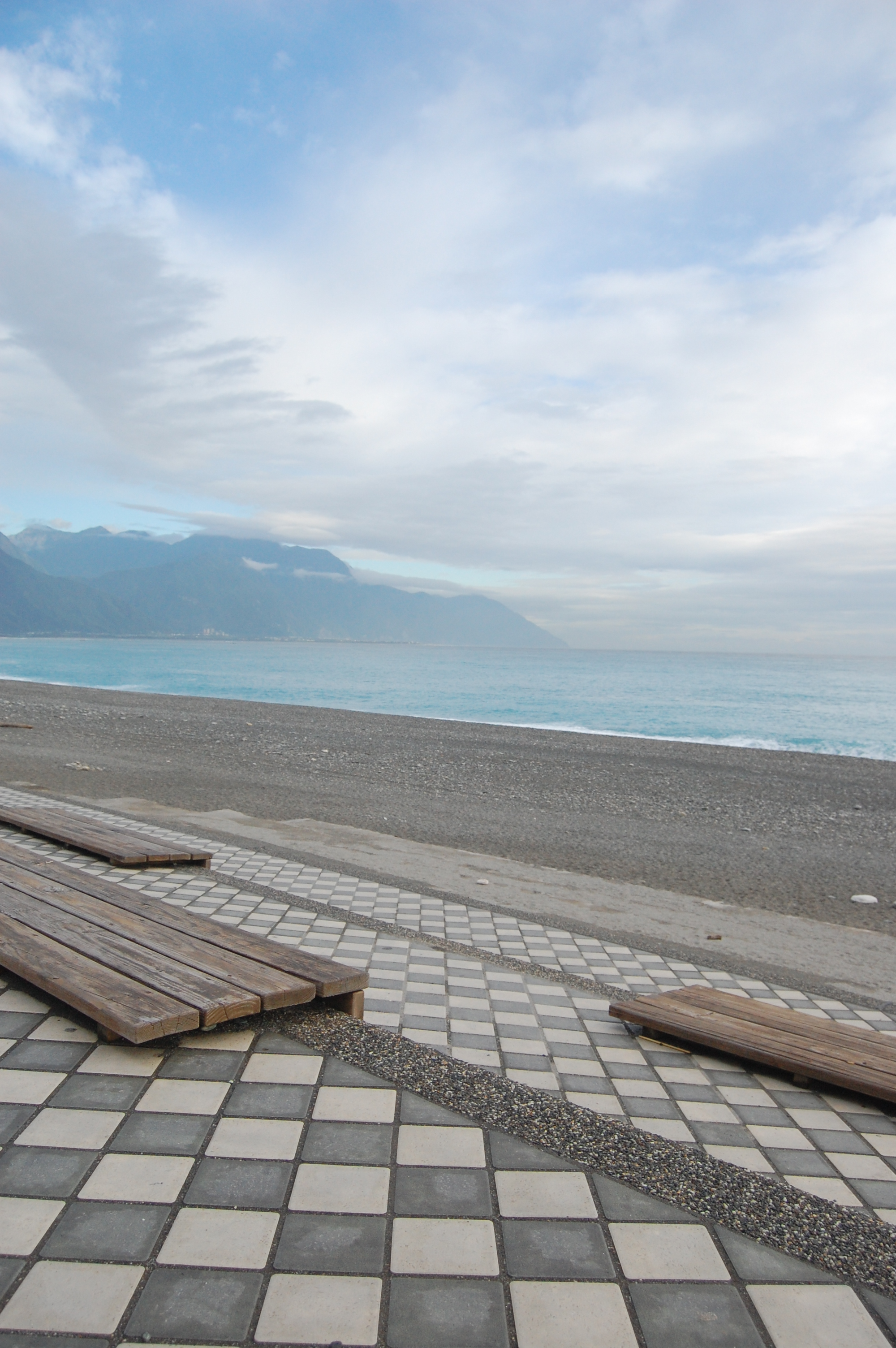
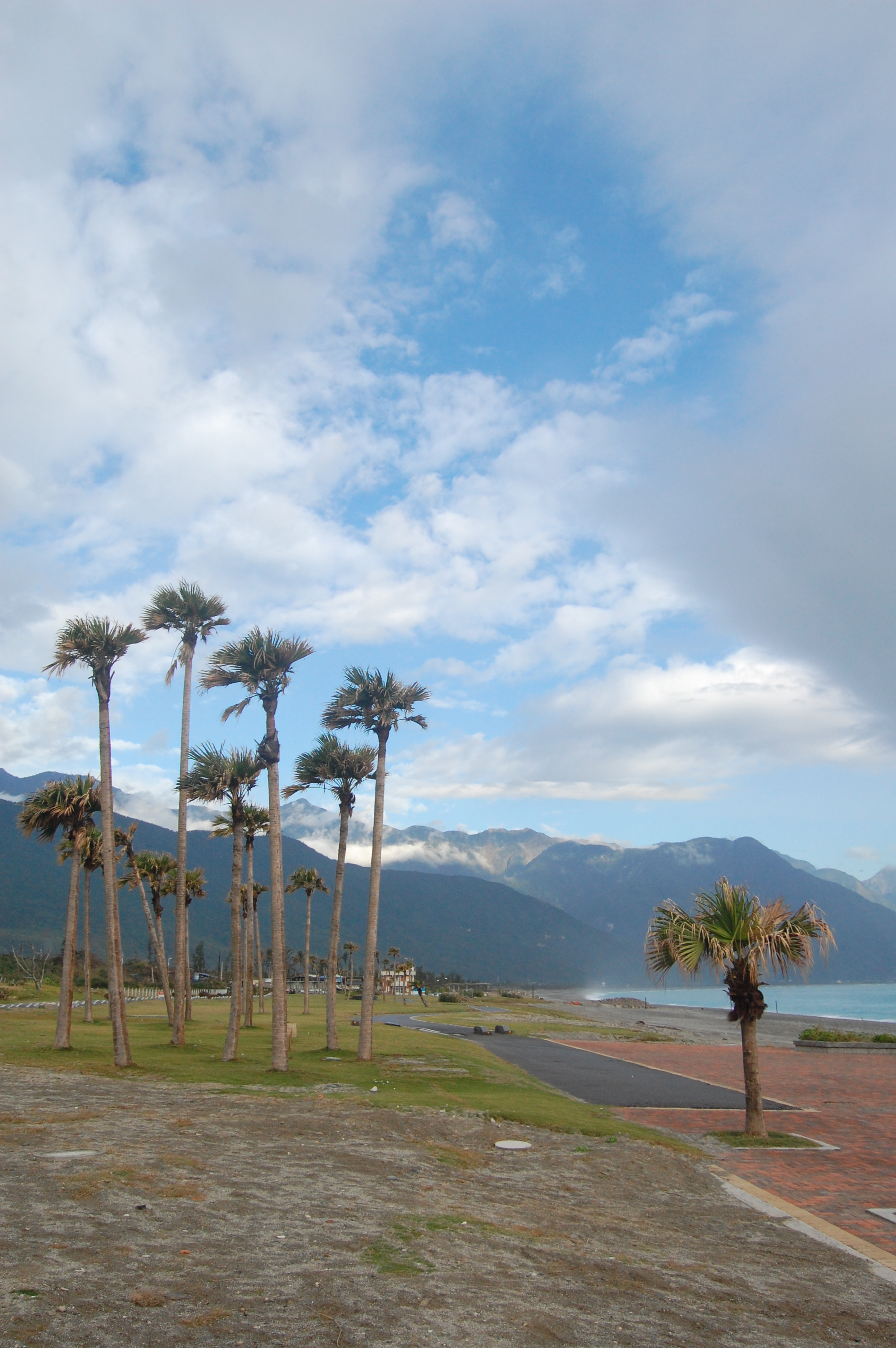
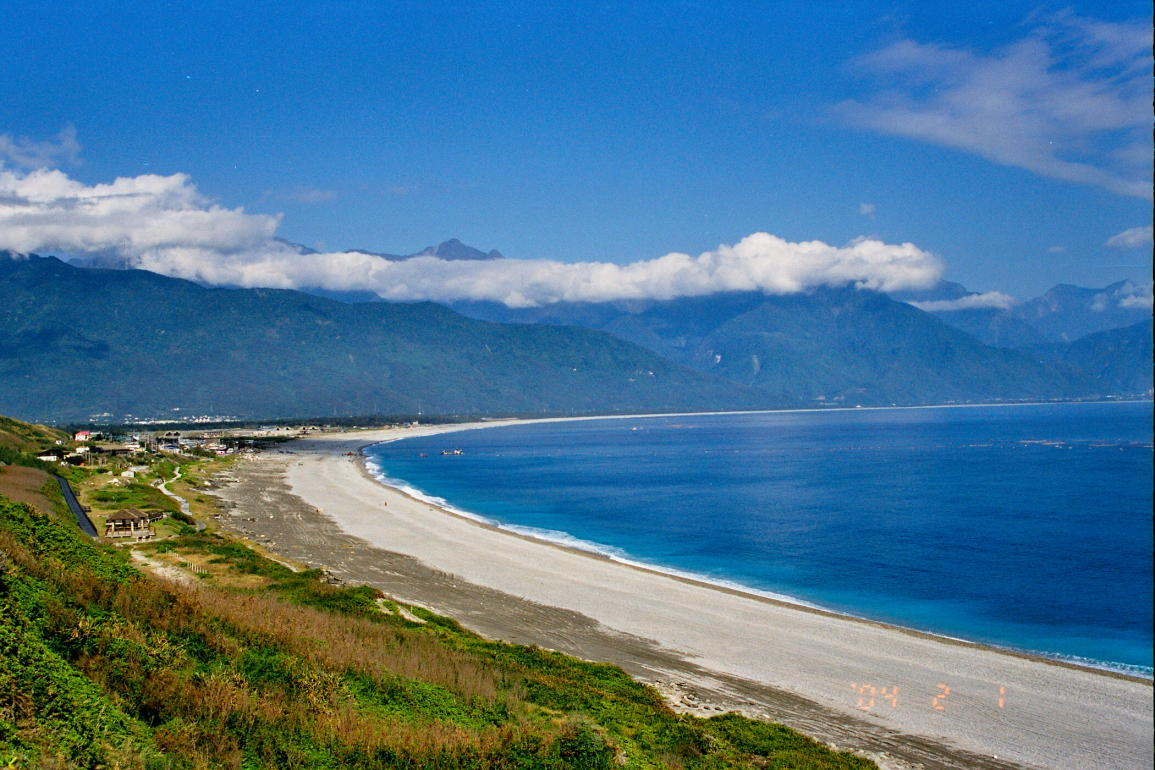

## 交通
- 縣道193號

## 周遭附近

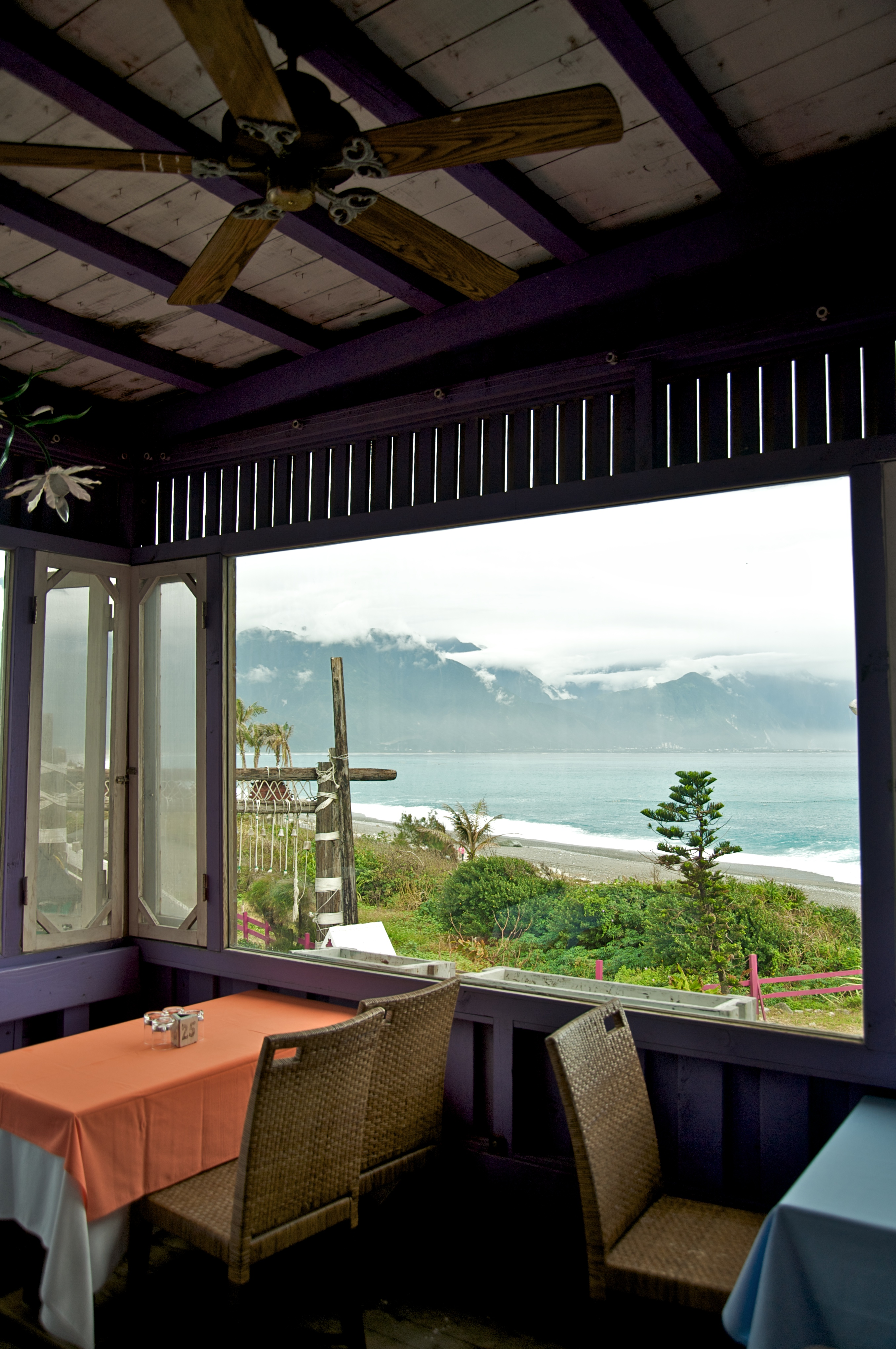
原野牧場餐廳

- 原野牧場
- 花蓮港濱自行車道
- 花蓮環保公園
- 四八高地
- 曼波生態休閒園區
- 七星柴魚博物館
- 空軍花蓮基地
- 國立東華大學美崙校區（原國立花蓮教育大學）
- 天主教海星高級中學

## 外部連結
- 花蓮縣觀光資訊網 七星潭風景區（页面存档备份，存于）
- 交通部觀光局 七星潭（页面存档备份，存于）
- 愛玩地圖：花蓮七星潭周遭地區始末（页面存档备份，存于）